# Хорватский жестовый язык
Хорватский жестовый язык (хорв. Hrvatski znakovni jezik / HZJ) — жестовый язык, используемый слабослышащими и глухими людьми Хорватии. В прошлом рассматривался как диалект югославского жестового языка, хотя исследования диалектического разнообразия на территории Югославии в этой сфере не проводились.

## Краткая история
Первая школа для глухонемых в Хорватии была образована в Загребе в 1885 году. С 3 по 5 мая 2001 года в Загребе прошла конференция «Жестовый язык и культура глухих» (англ. Sign Language and Deaf Culture), а в 2004 году учёные университета Пердью и Загребского университета начали проект по созданию грамматики для хорватского жестового языка

## Применение
В настоящее время Хорватское радио и телевидение осуществляет сурдоперевод программ телевидения. В Хорватии есть три крупных центра изучения жестового языка: Загреб, Сплит и Осиек. В частности, в Загребе проводятся исследования жестового языка и культуры глухих на образовательно-реабилитационном факультете Загребского университета; планируется к утверждению Закон о хорватском жестовом языке, который бы регламентировал статус языка. С 1994 года действует Хорватская ассоциация слепоглухих людей «DODIR».

## Особенности
Как и в обычном хорватском языке, в хорватском жестовом используется порядок слов субъект — глагол — объект. Распространён Двуручный жестовый алфавит, хотя официальный статус имеет и одноручный жестовый алфавит, созданный на базе международного жестового алфавита.